# 국가 파시스트당

국가 파시스트당의 준군사조직이었던 검은 셔츠단의 로마 진군

1920년에 촬영된 검은 셔츠단과 파시스트들의 대규모 운동

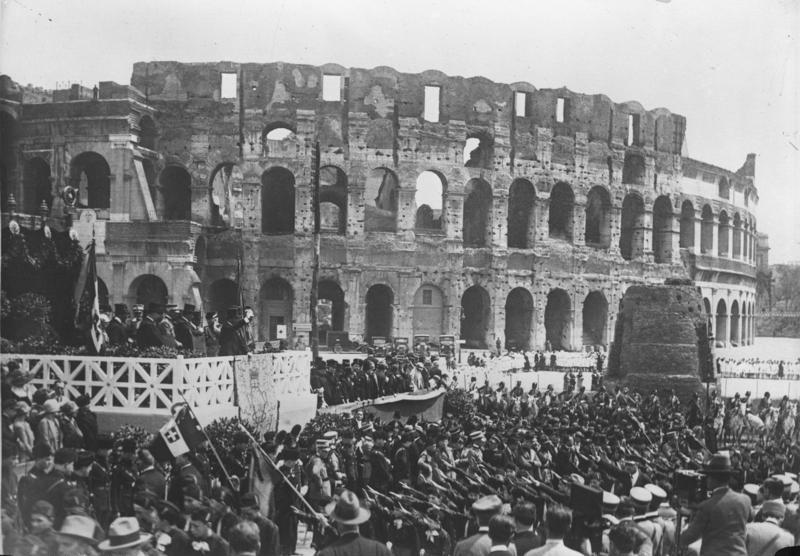
로마 콜로세움 인근에서 펼쳐졌던 파시스트 들의 집회

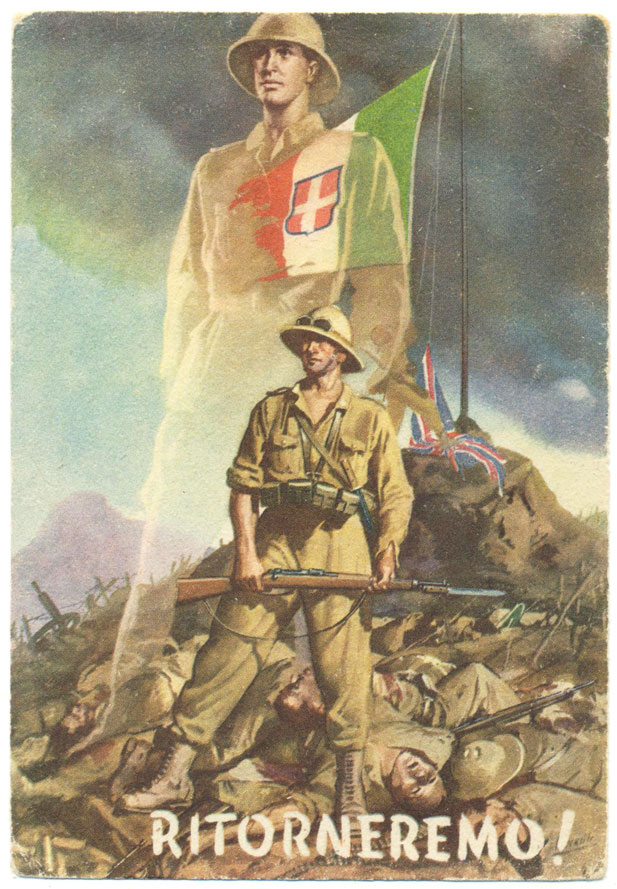
이탈리아의 전쟁 포스터

국가 파시스트당(이탈리아어: Partito Nazionale Fascista 파르티토 나치오날레 파시스타[*])은 베니토 무솔리니가 창당한 이탈리아 왕국의 파시즘 정당이었다. 1921년부터 1943년까지 이탈리아 왕국의 집권당으로서 권위주의, 국가주의 및 전체주의에 입각한 파시즘 통치를 하였다.

## 역사
국가 파시스트당은 1921년 11월 9일 로마에서 결성되었으며, 이탈리아 파시스트의 전투라는 정당이자 준군사조직을 모체로 하여 베니토 무솔리니가 창당하였다.
1922년 10월 27일 무솔리니와 국가 파시스트당은 검은 셔츠단을 앞세워 군사 쿠데타인 로마 진군을 통해 권력을 잡았다.

## 선거 결과

### 이탈리아 의회
| 선거 연도 | 전체 득표 수 | 전체 득표율 | 의석 수   | 의석 수 변동 | 지도자          |
| --------- | ------------ | ----------- | --------- | ------------ | --------------- |
| 1921년    | 1,260,007표  | 19.1%       | 37 / 535  | –            | 베니토 무솔리니 |
| 1924년    | 4,653,488표  | 64.9%       | 375 / 535 | 338          | 베니토 무솔리니 |
| 1929년    | 8,517,838표  | 98.4%       | 535 / 535 | 179          | 베니토 무솔리니 |
| 1934년    | 10,045,477표 | 99.8%       | 535 / 535 | –            | 베니토 무솔리니 |

## 같이 보기
- 국가사회주의 독일 노동자당
- 화살십자당
- 철위대
- 파시즘
- 팔랑헤당